# Nessuno lo saprà
Nessuno lo saprà. Viaggio a piedi dall'Argentario al Conero è un romanzo del 2005 dell'autore italiano Enrico Brizzi. I suoi personaggi saranno successivamente ripresi ne Il pellegrino dalle braccia d'inchiostro e ne Gli psicoatleti.

## Struttura del testo
Il romanzo consta di un prologo (intitolato Intro), di tre parti, divise secondo le giornate di cammino, e di un epilogo (Durante questi undici mesi). La storia nasce da un viaggio a piedi compiuto dall'autore nel periodo in cui è ambientata la storia.

## Trama

### Intro
Il protagonista, uno scrittore trentenne, dopo la nascita del suo primogenito Malcolm vede cambiare il suo rapporto con la moglie e col mondo in generale. Per avere il tempo di meditare sulla sua vita, decide di compiere un viaggio a piedi dalla costa tirrenica a quella adriatica, partendo dal Monte Argentario e arrivando al Monte Conero, dove la moglie e il figlio sono in villeggiatura nella casa al mare dei suoceri.

### Prima parte: da Orbetello a Chiusi
A Orbetello, il protagonista incontra suo fratello, ricercatore universitario di storia, che sarà il suo compagno di viaggio per la prima parte del cammino. La prima notte, i due dormono in un caravan di un campeggio sul Tombolo della Giannella. L'indomani, iniziano a percorrere la Maremma. Per strada, incontrano un uomo in Vespa che fa loro strani discorsi sugli spiriti degli Etruschi che popolerebbero ancora quelle contrade; da ciò, i due camminatori sospettano che si tratti di un tombarolo. La seconda notte pernottano nei pressi di Marsiliana alla fattoria Buttero Volante, i cui abitanti raccontano loro la storia della zona.
La sera del terzo giorno, dopo aver sostato alle sorgenti termali di Saturnia, per la prima volta alzano la tenda nei pressi di una fattoria, all'insaputa dei proprietari. Il giorno dopo, mentre risalgono le pendici del Monte Amiata, il protagonista si lascia andare alla rievocazione delle gesta di David Lazzaretti, detto l'Apostolo dell'Amiata, e della rivolta popolare di Santa Fiora seguita all'attentato a Togliatti del 1948. Sorpresi dalla pioggia, si fermano per diverse ore sotto un riparo e fanno la conoscenza di un'anziana signora che offre loro delle frittelle. Il maltempo li accompagna anche l'indomani, in cui devono percorrere anche un tratto innevato prima di giungere ad Abbadia San Salvatore, presso la cui abbazia si accampano per la notte.
Scendendo verso Radicofani, per evitare il nuovo tracciato della Via Cassia passano per il podere La Chiave, dove una coppia di anziani coniugi bisbetici li accoglie con gentilezza; in paese si fermano un attimo al bar del Circolo dei Lavoratori Cattolici, dove il parroco s'interessa al loro viaggio e offre loro ospitalità, declinata in favore di un attendamento fuori dall'abitato. Prima di ripartire, la mattina successiva, rivedono il prete; lungo la strada incontrano poi una coppia di americani in moto che fanno un pic-nic e che si rivelano infarciti di luoghi comuni sull'Italia e sui paesi sottosviluppati. In un bar di Sarteano, il protagonista scambia diverse parole con la barista, una ragazza di nome Alena molto attraente, e l'invita a cena per il giorno dopo, suscitando la disapprovazione del fratello. I due pernottano in un campeggio ed iniziano ad essere preda delle vesciche sotto i piedi.
L'indomani giungono a Chiusi,  da dove, dopo aver visitato il Museo Etrusco, il fratello prende il treno per tornare a Bologna. Il protagonista affitta una camera d'albergo sperando di passare la notte con Alena, che però non si palesa nemmeno a cena nel posto suggerito.

### Seconda parte: da Chiusi a Casaluna
La mattina del giorno successivo arriva in treno Luca Rappini detto il Vietnamita, vecchio amico del protagonista che si era offerto di essere il suo nuovo compagno di viaggio, malgrado soffra di una contrattura. Per mitigarne il dolore e attenuare la fatica mastica delle foglie di khat, che gli procura Gabrio Spichisi, un ex imprenditore reinventatosi spacciatore dopo la sua rovina economica. Il protagonista e il Vietnamita si attendano per la notte fuori dal paese di Panicale.
Il giorno dopo, con la mente ottenebrata dal khat escono dal sentiero e finiscono nel cortile di un casale dove due donne straniere poco abbigliate prendono il sole. Il padrone di casa, un omone peloso, si mostra scontroso con gli intrusi, ma si offre di riempire d'acqua le loro borracce. Continuando a masticare khat, giungono in un campeggio in riva al lago Trasimeno, nel quale pernottano. Al risveglio, il Vietnamita si accorge di aver rotto gli occhiali, ma la sua miopia è lieve e non pregiudica il proseguimento del viaggio. Arrivati a Perugia, incontrano il loro amico Galerio con la fidanzata Sara. Il Vietnamita, in previsione di una festicciola con amiche di Sara, suggerisce a Galerio di tirar fuori le foglie di khat che gli ha affidato, ma questi rivela di averle consumate tutte. I tre uomini decidono allora che l'indomani andranno in auto a Bologna, a casa di Spichisi, per fare rifornimento. Il padrone di casa non si trova, ma il Vietnamita, usando una chiave nascosta, entra nell'abitazione e preleva delle foglie, lasciando del denaro in pagamento. Le speranza di Rappini con le ragazze sono comunque frustrate perché la tisana che somministra loro le rende piuttosto catatoniche.
Il giorno seguente il protagonista e il Vietnamita ripartono a piedi accompagnati da Galerio. In località Madonna di Campagna rischiano di essere investiti dal modellino di un Cessna e scambiano qualche parola con il suo pilota. Vicino a Santa Maria degli Angeli si fermano in un campeggio dove alloggia una banda di motociclisti cristiani in pellegrinaggio. 
L'indomani fanno una visita alla Basilica di San Francesco, quindi ripartono da Assisi. Fuori dalla città incontrano due ragazze, anch'esse in cammino, di nome Flora e Vanna, che vanno a lavorare in un campeggio. Prendono insieme un caffè sul fornelletto da campo e si offrono di accompagnarle per proteggerle da eventuali malintenzionati. La sera, accampatisi in tenda, i tre uomini si fanno delle fantasie ed entrano in competizione tra loro per le due giovani. Tuttavia, il giorno dopo, all'arrivo a Nocera Umbra, Flora e Vanna dicono di voler cercare un passaggio in auto per il campeggio. I maschi, contrariati, si separano per un po' andando ciascuno a sfogare il proprio risentimento, lasciando i bagagli incustoditi su una panchina; quando tornano a riprenderli, scoprono di essere stati derubati di tenda, soldi e khat. Incolpano di ciò le due ragazze ma, non sapendo dove cercarle, rinunciano ad inseguirle. Il protagonista decide di chiedere aiuto al suo vicino Leo, al quale aveva parlato del viaggio prima di partire e che vi aveva manifestato interesse. Dopo aver superato il Passo del Termine, che separa l'Umbria dalle Marche, si fermano a dormire sotto le stelle nei sacchi a pelo.

### Terza parte: da Casaluna a Portonovo
Scendendo per il versante adriatico degli Appennini, i tre viaggiatori vedono i manifesti elettorali di un certo onorevole Dario, la cui figlia era stata corteggiata anni prima dal protagonista; grazie al suo interessamento, si stanno costruendo delle nuove strade nella zona. Il Vietnamita suggerisce allora che loro tre potrebbero fondare una società per la gestione dei sentieri dal Tirreno all'Adriatico. In un bar di Pioraco si mettono a parlare con un bambino di circa otto anni che ha ascoltato i loro discorsi e che confida loro di voler essere accettato in una banda di ragazzi più grandi. Vorrebbe mostrare ai tre camminatori le trappole e i rifugi che ha costruito allo scopo, ma questi declinano l'invito e si rimettono in viaggio. Seguendo la strada principale giungono ad una galleria sprovvista di marciapiede, ma riescono ad evitarla passando per il cortile di una cartiera, come suggerito da un abitante del posto. Passano la notte in un hotel di Castelraimondo.
Il giorno dopo, a Crispiero lasciano la strada asfaltata e prendono una scorciatoia che conduce al Rifugio Manfrica, un edificio non presidiato che è poco più di un riparo. Mentre scendono verso delle grotte vicine incontrano un ragazzo di San Severino Marche in mountain bike, che racconta loro un po' di storia locale e rivela di essere iscritto ad un'associazione di estrema destra. Fanno un po' di strada insieme finché non incontrano una frana; il marchigiano opta per tornare indietro, i tre amici invece proseguono la discesa con difficoltà finché non s'imbattono in un cane rabbioso e in un branco di cinghiali, così tornano al rifugio e mancano l'appuntamento con Leo, venuto in treno a San Severino via Ancona.
L'incontro avviene il mattino successivo; per il Vietnamita e Galerio si tratta della prima volta che vedono Leo. Quest'ultimo racconta della sua vita e si conquista la loro fiducia. Al Passo di Treia si accampano e fumano la marijuana portata da Leo.
La sera del giorno successivo, giunti a Osterianuova, i viandanti vorrebbero piantare la tenda nello spiazzo erboso retrostante a una chiesa, dopo aver chiesto il permesso al parroco che però è assente. Due vecchietti del luogo vorrebbero impedire il loro campeggio, ma alla fine l'intervento di Leo riesce a rabbonirli mostrando di essere il produttore dei tritacarne che hanno in casa.
L'indomani, mentre passano accanto ad una scuola elementare di Recanati, i quattro, abbronzati e male in arnese, sono mal apostrofati dai bambini che li prendono per immigrati e sono persino spalleggiati dalle maestre. Affrontano poi la salita per Osimo, dove pernottano in albergo. Ripartono la mattina seguente; si fermano a pranzo in un chiosco-bar di Camerano e arrivano a Santa Maria di Portonovo, dove fanno il bagno in mare e il protagonista può riunirsi alla moglie e al figlio.

### Durante questi undici mesi
Nel mese di novembre il protagonista ripercorre alcune tappe con Galerio. Il Vietnamita ha cambiato lavoro e si è messo a condurre un programma in una radio locale; Galerio è tornato ad abitare a Bologna, pur restando fidanzato con Sara; il fratello del protagonista si trova a L'Avana per condurre una ricerca su come Fidel Castro sta organizzando la sua successione; Leo trasloca ad Anzola dell'Emilia, per stare più vicino alla sua ditta.
Il protagonista riflette sul rapporto che sta costruendo col figlioletto, che ha iniziato a camminare e per il quale, se come genitore non sarà in grado di dargli tutto l'affetto di cui avrà bisogno, nessuno lo saprà, ma tutto sarà volato via troppo in fretta.

## Personaggi
- Il protagonista: scrittore trentenne di cui non viene detto il nome, ma che ha molti tratti in comune con l'autore Brizzi, a partire da età, professione e origine bolognese. Il narratore della storia ne parla sempre alla seconda persona singolare, come per aumentarne l'immedesimazione da parte del lettore.
- Il fratello del protagonista: venticinquenne assegnista di ricerca all'Università di Bologna. Nel periodo del viaggio sta conducendo una ricerca storica su Charles de Gaulle per conto del professore a cui fa riferimento. Convive con Silvia.
- Dina: moglie del protagonista.
- Malcolm: figlio del protagonista, chiamato così in onore di Malcolm X.
- Alena: giovane e avvenente barista di Sarteano, che il protagonista tenta di corteggiare senza successo.
- Luca Rappini detto il Vietnamita: amico del protagonista, con quale anni prima suonava in un complesso rock. Deve il suo soprannome alle sue origini da parte di madre (suo nonno, un francese nato nella Cocincina in epoca coloniale, aveva sposato una ragazza indigena). Laureato in chimica e tecnologia farmaceutica, era fidanzato con l'ereditiera di una farmacia, soprannominata l'Arida Greta. Dopo la fine del loro rapporto, si è messo a lavorare alle dipendenze di un rappresentante di poltrone da dentista.
- Gabrio Spichisi: imprenditore bolognese già attivo in Madagascar, dove gestiva un business di condizionatori e dove ha fatto la conoscenza del Vietnamita. Per risollevare le sue finanze dopo un affare andato male a causa di un cambio di regime politico, si mette a trafficare in khat.
- Galerio: amico del protagonista, già libraio a Perugia, ora aspirante fotografo professionista. Porta lunghi capelli biondi.
- Sara: fidanzata di Galerio. Fa parte di un'associazione cattolica chiamata "Pace e Democrazia".
- Flora: ragazza umbra di Valbruna incontrata dal protagonista, dal Vietnamita e da Galerio dopo la partenza da Assisi. Ha lunghi capelli neri ed è dotata di una grande bellezza.
- Vanna: amica di Flora, con la quale è in viaggio. Ha il diploma dell'istituto alberghiero. Porta i capelli biondi in dreadlocks.
- Leonardo Pagani detto Leo: imprenditore trentatreenne, ex giocatore di rugby, vicino di casa del protagonista. È titolare di un'azienda meccanica che produce tritacarne e apparecchi simili. La sua compagna è un'italoamericana di nome Terry, con la quale ha una figlia di nome Darma.

## Opere derivate
In collaborazione col complesso Frida X è stato realizzato un reading per voce e rock’n’roll band pubblicato su disco nel 2006 dalla Black Candy Records, con le parti recitate dallo stesso autore.

## Edizioni
- Enrico Brizzi, Nessuno lo saprà. Viaggio a piedi dall'Argentario al Conero, Strade blu, Milano, Mondadori, 2005, ISBN 88-04-53519-9.
- Enrico Brizzi, Nessuno lo saprà. Viaggio a piedi dall'Argentario al Conero, Oscar. Piccola Biblioteca 493, Milano, Mondadori, 2006, ISBN 88-04-55587-4.